# Zieria collina
Zieria collina är en vinruteväxtart som beskrevs av Cyril Tenison White. Zieria collina ingår i släktet Zieria och familjen vinruteväxter. Inga underarter finns listade i Catalogue of Life.